# Atypus affinis
Atypus affinis  (лат.) — вид мигаломорфных пауков из семейства Atypidae, распространённый в Европе и Северной Африке.

## Описание
Окраска тела Atypus affinis одноцветная чёрная или коричневая. Длина тела самцов составляет от 7 до 9 мм, самок — от 10 до 15 мм.

## Распространение
Область распространения охватывает территорию Европы от Португалии до Украины и от Швеции до Греции, а также Северную Африку и Кавказ. В Великобритании это единственный вид рода Atypus.

## Образ жизни
Естественная среда обитания вида — это чаще склоны скал в сухих сосновых лесах или пустоши. Ловчая трубка длиной примерно от 13 до 17 см, подземная часть жилой норы длиной от 20 до 45 см.

## Размножение
Сезон размножения наступает осенью. Самцы отправляются на поиски жилой норы самки и затем совместно живут там, до тех пор, пока самец вскоре после спаривания не умрёт. В коконе от 30 до 160 яиц. Детёныши появляются на свет следующим летом. Примерно в возрасте 4-х лет детёныши становятся половозрелыми. Продолжительность жизни самок составляет около 8 лет.